# قائمة الصكوك الدولية ذات الصلة بأسوأ أشكال عمل الأطفال

## الصكوك الدولية التي تحتوي على أحكام موضوعية بشأنجميع أسوأ أشكال عمل الأطفال
المعاهدات التي تحدد أسوأ أشكال عمل الأطفال وتحتوي على أحكام موضوعية بشأن جميع أسوأ أشكال عمل الأطفال:
- منظمة العمل الدولية
  - اتفاقية أسوأ أشكال عمل الأطفال: تعريفات وأحكام رئيسية ملزمة للدول التي صادقت على الاتفاقية
  - توصية بشأن أسوأ أشكال عمل الأطفال: توصية مكملة لاتفاقية أسوأ أشكال عمل الأطفال، ولكنها ليست ملزمة للدول المصدقة

## معاهدات تحتوي على أحكام موضوعية بشأن عدد منأسوأ أشكال عمل الأطفال
- اتفاقية الأمم المتحدة لحقوق الطفل (على الرغم من عدم استخدام مصطلح أسوأ أشكال عمل الأطفال، حيث تمت صياغته لأول مرة في صك دولي في اتفاقية أسوأ أشكال عمل الأطفال)

## الاستخدام العسكري للأطفال
- البروتوكول الاختياري بشأن اشتراك الأطفال في النزاعات المسلحة من حيث اتفاقية حقوق الطفل
- قرار مجلس الأمن التابع للأمم المتحدة رقم 1261

## الاتجار بالأطفال واختطاف الأطفال
- الاتفاقية الدولية لقمع الاتجار بالنساء والأطفال (1921)
- اتفاقية قمع الاتجار بالأشخاص واستغلال بغاء الغير (1949)
- الميثاق الأفريقي لحقوق ورفاهية الطفل (1990)
- اتفاقية لاهاي بشأن الجوانب المدنية للاختطاف الدولي للأطفال (1996)
- البروتوكول الاختياري بشأن بيع الأطفال وبغاء الأطفال والمواد الإباحية عن الأطفال (2000)
- بروتوكول منع وقمع ومعاقبة الاتجار بالأشخاص وخاصة النساء والأطفال، المكمل لاتفاقية مكافحة الجريمة المنظمة عبر الوطنية (2000)

## الاستغلال الجنسي التجاري للأطفال
أكثر الصكوك الدولية شمولاً التي تركز على الاستغلال الجنسي التجاري للأطفال هي البروتوكول الاختياري بشأن بيع الأطفال وبغاء الأطفال والمواد الإباحية عن الأطفال (2000).
المعاهدات الأخرى (بالترتيب الزمني)
- اتفاقية قمع الاتجار بالأشخاص واستغلال بغاء الغير (1949)
- الميثاق الأفريقي لحقوق ورفاهية الطفل (1990)
- اتفاقية لاهاي بشأن الجوانب المدنية للاختطاف الدولي للأطفال (1996)
- إعلان وبرنامج عمل ستوكهولم (1996)
- بروتوكول منع وقمع ومعاقبة الاتجار بالأشخاص وخاصة النساء والأطفال، المكمل لاتفاقية مكافحة الجريمة المنظمة عبر الوطنية (2000)
- اتفاقية مجلس أوروبا بشأن الجرائم الإلكترونية (2001)
- اتفاقية مجلس أوروبا بشأن حماية الأطفال من الاستغلال الجنسي والاعتداء الجنسي (2007)
- المدونة العالمية لأخلاقيات السياحة